# Erick Alcázar
Erick Alberto Alcázar Iriarte (Cartagena, Colombia; 20 de septiembre de 1987) es un futbolista colombiano. Juega de delantero y su equipo actual es el Municipal Jalapa de la Primera División de Nicaragua.

## Trayectoria

### Fortaleza
Debuta el 30 de enero de 2011 en el fútbol profesional en la victoria de su club 2 a 0 sobre Universitario de Popayán. Su primer gol en la Categoría Primera B lo hace el 5 de febrero dándole la victoria a su club por 2 a 1 en su visitar al Real Santander. El 26 de febrero vuelve y le da la victoria 2 a 1 sobre Alianza Petrolera.
Se marcha del club donde marcó tres goles en 29 partidos disputados.

### Walter Ferreti
En julio del 2014 llega al Walter Ferretti de Nicaragua. El 26 de julio debuta en la victoria 3-0 sobre Real Madriz. Su primer lo hace el 10 de octubre donde marca el único gol de partido contra Diriangén. Vuelve y marca el 8 de octubre en la goleada 5 por 0 como visitantes contra UNAN Managua.

### Chinandega
Para julio del 2015 ficha por el Real Estelí donde debuta el 11 de julio en la derrota por la mínima con Walter Ferreti.
Pero un mes después termina jugando con el Chinandega de la misma liga. El 16 de agosto debuta en la derrota 2 a 1 contra Municipal Jalapa, un mes después el 16 de septiembre marca el gol del empate a un gol con Diriangén.
Tiene una racha golpeadora a las que había tenido donde marca siete goles en 32 partidos disputados. 

### Diriangén
A principios de agosto es traspasado al Diriangén de la misma liga. El 7 de agosto debuta en el empate a un gol con Managua, contra este mismo equipo marca su primer gol con el club el 21 de septiembre en la victoria 3 a 2 como visitantes. El 1 de octubre marca el gol de la victoria 2 a 1 sobre Sébaco.
En el primer partido del 2017 marca gol en la derrota 3-2 en su visita al Juventus Managua.

## Clubes
| Club             | País      | Año         |
| ---------------- | --------- | ----------- |
| Fortaleza        | Colombia  | 2011        |
| Walter Ferreti   | Nicaragua | 2014 - 2015 |
| Real Estelí      | Nicaragua | 2015        |
| Chinandega       | Nicaragua | 2015 - 2016 |
| Diriangén        | Nicaragua | 2016 - 2018 |
| Municipal Jalapa | Nicaragua | 2018        |
| Walter Ferreti   | Nicaragua | 2019        |
| Chinandega       | Nicaragua | 2019 - 2021 |
| Municipal Jalapa | Nicaragua | 2021 - Act. |

## Estadísticas
| Club                       | Temporada           | Liga  | Liga  | Copa Nacional | Copa Nacional | Copa Internacional | Copa Internacional | Total | Total |
| Club                       | Temporada           | Part. | Goles | Part.         | Goles         | Part.              | Goles              | Part. | Goles |
| -------------------------- | ------------------- | ----- | ----- | ------------- | ------------- | ------------------ | ------------------ | ----- | ----- |
| Fortaleza · Colombia       | 2011                | 19    | 3     | 8             | 0             | -                  | -                  | 27    | 3     |
| Fortaleza · Colombia       | Total               | 19    | 3     | 8             | 0             | 0                  | 0                  | 27    | 3     |
| Walter Ferreti · Nicaragua | 2014-15             | 35    | 2     | 0             | 0             | -                  | -                  | 35    | 2     |
| Walter Ferreti · Nicaragua | Total               | 35    | 2     | 0             | 0             | 0                  | 0                  | 35    | 2     |
| Real Estelí · Nicaragua    | 2015-16             | 1     | 0     | 0             | 0             | -                  | -                  | 1     | 0     |
| Real Estelí · Nicaragua    | Total               | 1     | 0     | 0             | 0             | 0                  | 0                  | 1     | 0     |
| Chinandega · Nicaragua     | 2015-16             | 31    | 7     | 0             | 0             | -                  | -                  | 31    | 7     |
| Chinandega · Nicaragua     | Total               | 31    | 7     | 0             | 0             | 0                  | 0                  | 31    | 7     |
| Diriangén · Nicaragua      | 2016-17             | 40    | 9     | 0             | 0             | -                  | -                  | 40    | 9     |
| Diriangén · Nicaragua      | 2017-18             | 34    | 4     | 0             | 0             | -                  | -                  | 34    | 4     |
| Diriangén · Nicaragua      | Total               | 74    | 13    | 0             | 0             | 0                  | 0                  | 74    | 13    |
| Total en su carrera        | Total en su carrera | 160   | 25    | 8             | 0             | 0                  | 0                  | 168   | 25    |